# Chimarrogale hantu
Il toporagno d'acqua malese (Chimarrogale hantu Harrison, 1958) è un mammifero della famiglia dei Soricidi, endemico della penisola Malese.

## Descrizione
È un toporagno relativamente grande, lungo dagli 8 ai 13 cm, evoluto per la vita acquatica. Ha infatti la pelliccia idrorepellente, ed una membrana per chiudere le cavità dell'orecchio quando è in immersione.
Ha la pelliccia grigio-brunastra sul dorso, e bianco-grigio chiaro sul ventre. La coda è marrone scura, a volte più chiara nella parte inferiore.

## Biologia
Il toporagno d'acqua malese è un buon nuotatore, anche subacqueo. 
Si nutre di insetti, larve acquatiche, piccoli crostacei e piccoli pesci.

## Distribuzione e habitat
Il toporagno d'acqua malese vive nella Riserva Forestale di Hulu Langsat, nella regione di Selangor (Malaysia) a circa 20 km ad est di Kuala Lumpur.

## Status e conservazione
Questa specie viene classificata come "prossima alla minaccia" a causa dell'areale poco esteso.